# Piove, governo ladro!
L'espressione Piove, governo ladro! è usata come bonaria parodia dei motti dei cittadini contro il governo e in generale contro il potere costituito. Il governo come ladro per definizione è colpevole, a loro dire, di tutti i mali possibili e quindi anche della pioggia.

## Possibili origini
Secondo Alfredo Panzini, la frase nacque come didascalia di una vignetta.
Nel 1861 i mazziniani avevano preparato a Torino una dimostrazione; ma il giorno fissato pioveva, e la dimostrazione non si fece. Il Pasquino (una rivista satirica) pubblicò allora una vignetta di Casimiro Teja rappresentante tre mazziniani al riparo della pioggia dirotta e ci mise sotto la legenda: "Governo ladro, piove!". L'espressione divenne poi il motto della rivista.
Popolarmente l'espressione si ripete comunemente per satireggiare l'abitudine diffusa di dare la colpa di ogni cosa al governo, talora anche come espressione di sfogo polemico.
Qualcuno fa risalire l'espressione al fatto che, quando il Granduca di Toscana mise la tassa sul sale, la pesa veniva effettuata sempre nei giorni di pioggia e il sale pesa di più quando è umido.
Secondo altri l'espressione "Piove, governo ladro!" nasce nei territori del nord Italia (Regno Lombardo-Veneto,  1815-1848) sotto l'occupazione austriaca. I contadini, tassati in base al raccolto, sapevano che ad annata piovosa con presunto (dai governanti austriaci) raccolto più abbondante ci sarebbe stato un conseguente  aumento delle tasse. Da qui l'uso di imprecare contro il governo quando piove.
Secondo un'altra ipotesi il detto deriva dall'antica Roma, quando i magistrati e i soldati romani venivano pagati con grano, vino, olio ma maggiormente sale, che quindi, quando veniva a piovere nei giorni di paga, con l'umidità acquistava di peso e quindi ne veniva spartito meno. 
Secondo un'altra ipotesi legata sempre all'antica Roma, quando i carri dei mercanti carichi di merce percorrevano le strade romane nei giorni di pioggia, rovinavano il pavimentum composto di blocchi di basalto, costringendo l'Impero ad una manutenzione straordinaria. Da qui l'idea di imporre una tassa ai carri mercantili nei giorni di pioggia.
Vi è infine un'ipotesi che fa risalire l'espressione alla tassa applicata alla raccolta dell'acqua piovana ai cittadini che avevano come fonte di raccolta le cisterne alimentate dalle grondaie.
Altre fonti la ricondurrebbero al tempo degli egizi, quando il governo dell'epoca aumentava le tasse nei territori che venivano sommersi dalle acque durante le esondazioni del Nilo: ricoprendolo di limo, il terreno era più fertile e ciò dava origine alla maggior tassazione.
Anche secondo Giuseppe Fumagalli il modo di dire avrebbe origini molto antiche e sarebbe da ricondurre ad Agostino d'Ippona che nel De civitate Dei attribuisce questa frase alla tendenza ad incolpare i cristiani di ogni problema (nello specifico, della siccità, attraverso la frase, definita proverbiale, pluvia deficit, causa Christiani sunt, liber II, cap. 3).